# Opuntia gosseliniana
Opuntia gosseliniana är en kaktusväxtart som beskrevs av Frédéric Albert Constantin Weber. Opuntia gosseliniana ingår i släktet fikonkaktusar, och familjen kaktusväxter. Inga underarter finns listade i Catalogue of Life.

## Bildgalleri

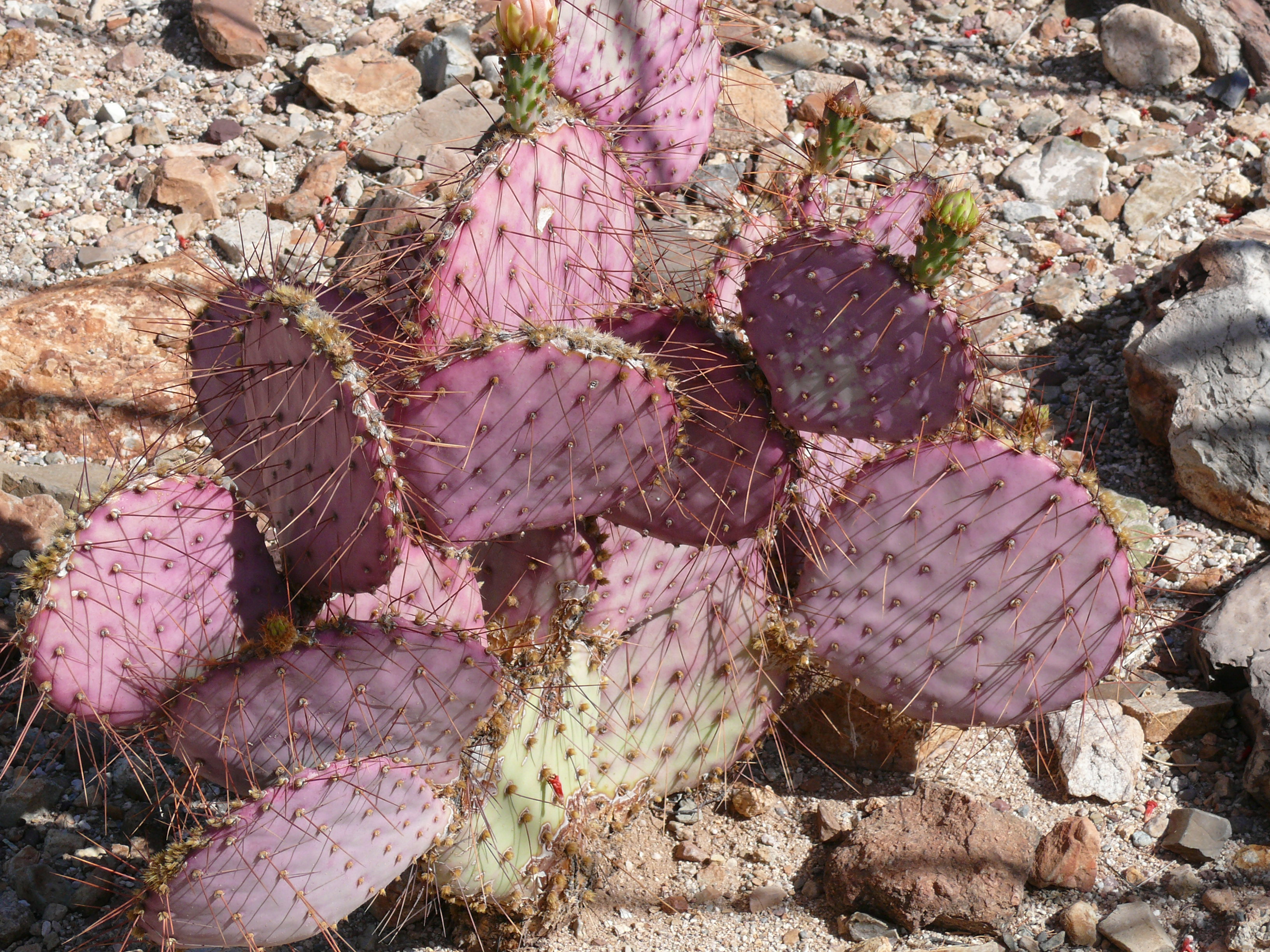
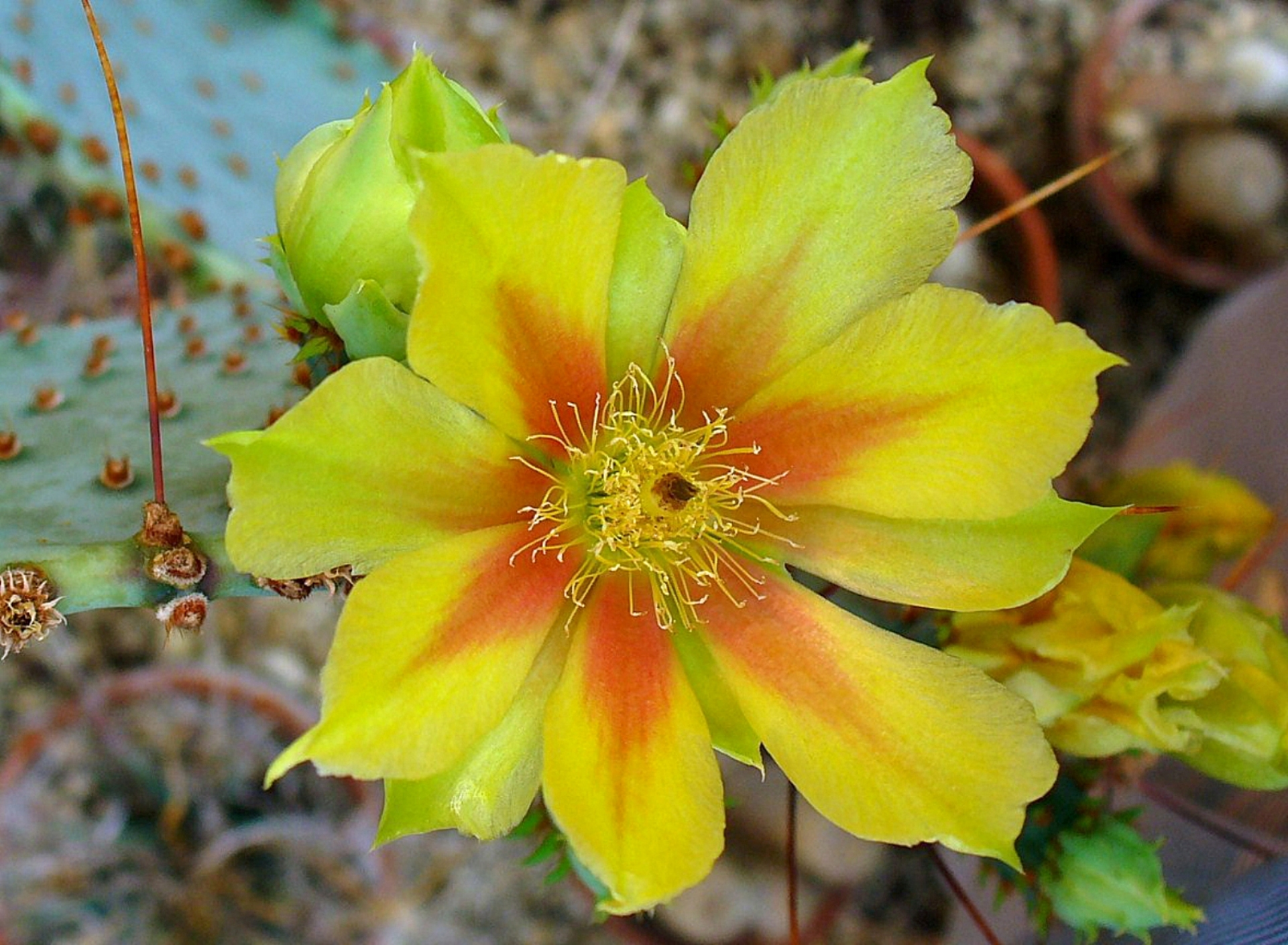
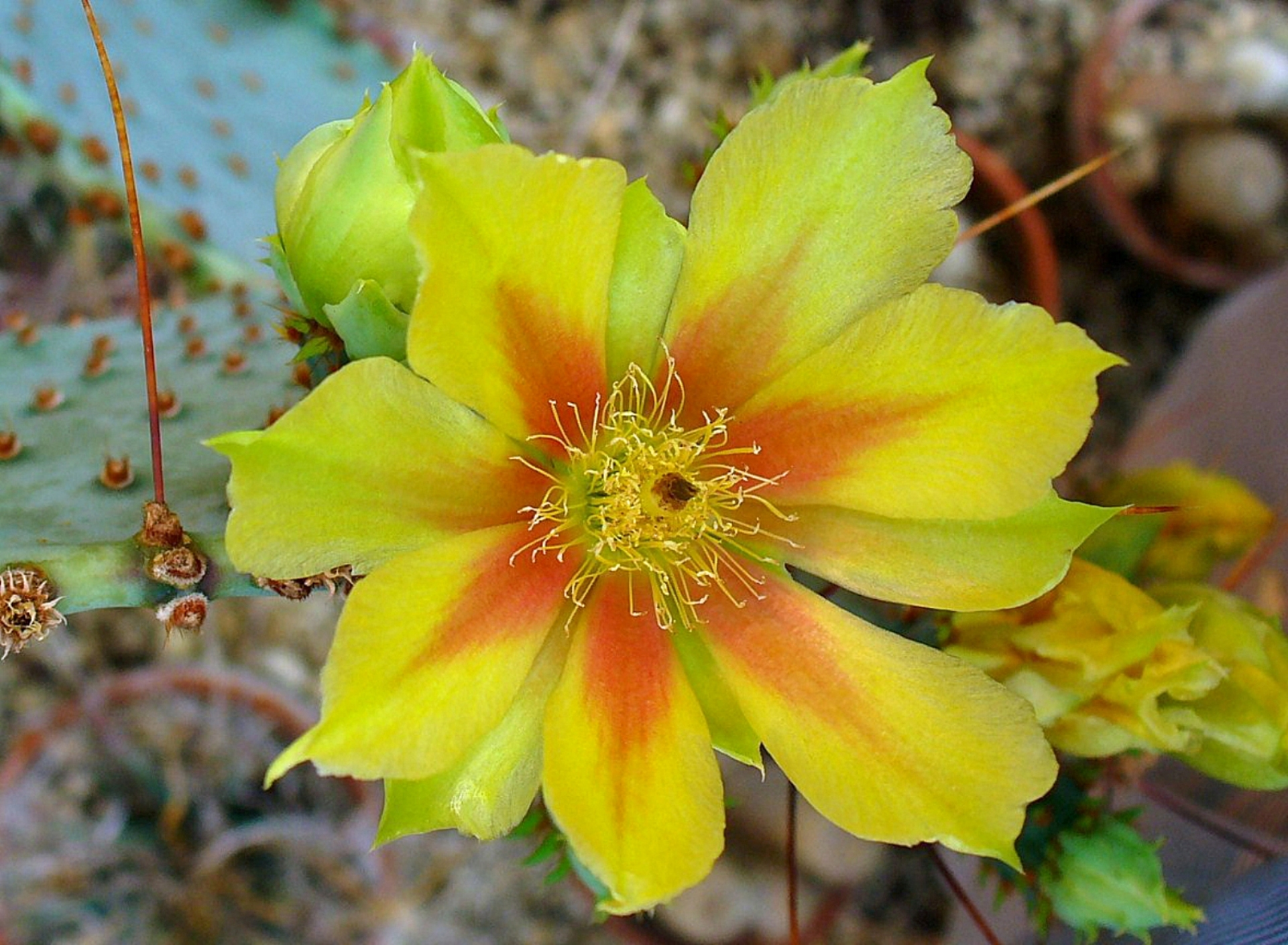